# البادىء (نجرة)

تعديل مصدري - تعديل

البادئ هي إحدى قرى عزلة القيلة بمديرية نجرة التابعة لمحافظة حجة، بلغ تعداد سكانها 463 نسمة حسب تعداد اليمن لعام 2004.